# 工藤孝一
工藤孝一（1909年2月4日—1971年9月21日），日本足球運動員，教练，曾经率领日本國家足球隊参加1942年东亚竞技大会。

## 教练生涯
工藤孝一经率领日本國家足球隊参加1942年东亚竞技大会。（日本 6-1 中国 8月8日，日本 3-1 満州 8月9日，日本 12-0 蒙古 8月10日）

## 逝世
1971年9月21日，因心臟衰竭在東京都病逝，享年62歲。